# North Pearsall
North Pearsall – jednostka osadnicza w Stanach Zjednoczonych, w stanie Teksas, w hrabstwie Frio.